# Sağlıklı
Sağlıklı, früher Bayramlı,
ist ein ehemaliges Dorf im Bezirk Tarsus der türkischen Provinz Mersin. Seit einer Gebietsreform ist es Ortsteil des Bezirkszentrums Tarsus.
Der Ort liegt im Zentrum des Bezirks, etwa 12 Kilometer nördlich von Tarsus und 35 Kilometer nordöstlich des Provinzzentrums Mersin. Am östlichen Ortsrand verläuft die Fernstraße D-750, parallel dazu etwa 1,5 Kilometer weiter östlich die Autobahn O-21, die beide von Norden durch die Kilikische Pforte kommen und weiter nach Tarsus führen. 
Nordwestlich des Ortes beginnt ein längerer erhaltener Abschnitt der Römerstraße Via Tauri, die in der Antike Tarsus (antik Tarsos) mit Ikonion (heute Konya) verband und dabei das Taurusgebirge durchquerte. Am Beginn der Strecke ist die Straße von einem Tor überspannt.